# Christian Lous Lange
Christian Lous Lange (17. září 1869 Stavanger – 11. prosince 1938 Oslo) byl norský historik, učitel a politolog. Byl jedním z nejznámějších zastánců internacionalismu. V roce 1921 získal Nobelovu cenu za mír mimo jiné za práci ve Společnosti národů.
Studoval historii, angličtinu a francouzštinu na Univerzitě v Oslu, kde získal nejprve v roce 1893 titul M.A. (Master of Arts) a po několika letech i Ph.D.